# Túrkeve
Túrkeve este un oraș în districtul Mezőtúr, județul Jász-Nagykun-Szolnok, Ungaria, având o populație de 9.296 de locuitori (2011). 

## Demografie
Componența etnică a orașului Túrkeve
     Maghiari (96,53%)
     Romi (2,68%)
     Necunoscut (0,3%)
     Alții (0,5%)
Componența confesională a orașului Túrkeve
     Fără religie (53,41%)
     Reformați (17,14%)
     Romano-catolici (4,2%)
     Necunoscută (24,41%)
     Alte religii (1,77%)
Conform recensământului din 2011, orașul Túrkeve avea 9.296 de locuitori. Din punct de vedere etnic, majoritatea locuitorilor (96,53%) erau maghiari, cu o minoritate de romi (2,68%). Apartenența etnică nu este cunoscută în cazul a 0,3% din locuitori.  Din punct de vedere confesional, majoritatea locuitorilor (53,41%) erau persoane fără religie, existând și minorități de reformați (17,14%) și romano-catolici (4,2%). Pentru 24,41% din locuitori nu este cunoscută apartenența confesională.